# ویکتور کوسون
ویکتور کوسون (فرانسوی: Victor Cosson‎; ۱۱ اکتبر ۱۹۱۵ – ۱۸ ژوئن ۲۰۰۹) دوچرخه‌سوار اهل فرانسه بود.